# Заал Удумашвілі
Заал (Заліко) Удумашвілі (груз. ზაალ უდუმაშვილი; нар. 27 лютого 1971, Тбілісі, Грузинська РСР) — грузинський журналіст і політик. Депутат парламенту Грузії 10-го скликання (2020-2022).
Заал Удумашвілі народився 27 лютого 1971 року в місті Тбілісі. У 1989-1994 роках навчався в Тбіліському зооветеринарному інституті на факультеті зооінженерії. У 1992-1998 рр. – ведучий телекомпанії «Другий канал», у 1998-2001 рр. – ведучий випуску новин телекомпанії «Іберія», у 2001-2003 рр. – ведучий програми «Аліоні та Моамбі». «Перший канал», у 2003-2017 роках – ведучий новин телекомпанії «Руставі 2». Випуск Ведучий «Курієрі», перший заступник генерального директора цієї ж компанії.  У політиці був у 2017-2022 роках. Був учасником Єдиного національного руху. Заал Удумашвілі був кандидатом у мери Тбілісі в 2017 році, де посів третє місце. 
У 2020-2022 роках був депутатом парламенту Грузії 10-го скликання за партійним списком, виборчий блок: «Єдиний національний рух — Об’єднана опозиція «Сила в єдності».